# NGC 3394
NGC 3394 је спирална галаксија у сазвежђу Велики медвед која се налази на NGC листи објеката дубоког неба.
Деклинација објекта је + 65° 43' 40" а ректасцензија 10h 50m 39,8s. Привидна величина (магнитуда) објекта NGC 3394 износи 12,4 а фотографска магнитуда 13,1. NGC 3394 је још познат и под ознакама UGC 5937, MCG 11-13-41, CGCG 313-36, IRAS 10473+6559, PGC 32495.